# Dendropemon laxiflorus
Dendropemon laxiflorus là một loài thực vật có hoa trong họ Loranthaceae. Loài này được (Desv.) Steud. mô tả khoa học đầu tiên năm 1840.